# Eliza Bostock
Elizabeth Anne "Eliza" Bostock (1817 - 13 avril 1898) est une promotrice britannique de l'éducation des femmes. Elle est devenue conseillère au Bedford College après y avoir elle-même suivi des cours. À l'époque, le Bedford College est l'un des rares endroits où les femmes pouvaient recevoir quelque chose approchant du niveau universitaire. Bedford College aurait été la première institution britannique dirigée par des femmes et Bostock en était le "principal honoraire" 

## Biographie
Elle est née à Liverpool en 1817. Sa mère est Anne Yates et son père John Bostock est un médecin de premier plan . Elle est éduquée à la maison avec son père lui apprenant à parler italien et les deux assisteraient à des conférences, y compris celles de Michael Faraday. En 1829, ils déménagent en France où elle apprend également le français et voit directement la révolution de 1830 alors qu'une servante négociait par le biais de barricades .
Elle est retournée dans la société britannique, mais en 1840, elle est convaincue par Elizabeth Jesser Reid et elle voulait faire quelque chose pour l'éducation des femmes .
Son père est décédé en 1846 . Reid devait fonder Bedford College, Londres en 1849 et Bostock est un soutien de premier plan . L'école de Bedford College ouvre ses portes en 1853. Elle y suit des cours dès le début et, en 1860, Reid la choisit pour lui donner le contrôle des finances des collèges en tant que l'un des trois administrateurs . Reid a exigé que la gouvernance du collège inclue certaines femmes . Elle a convenu avec Reid qu'elle ne se marierait pas pendant qu'elle était fiduciaire. À l'époque, Bedford College est l'un des rares endroits où les femmes pouvaient recevoir quelque chose approchant de l'enseignement universitaire et Bostock suivait toujours elle-même des cours en 1863. Reid est décédé en 1866.

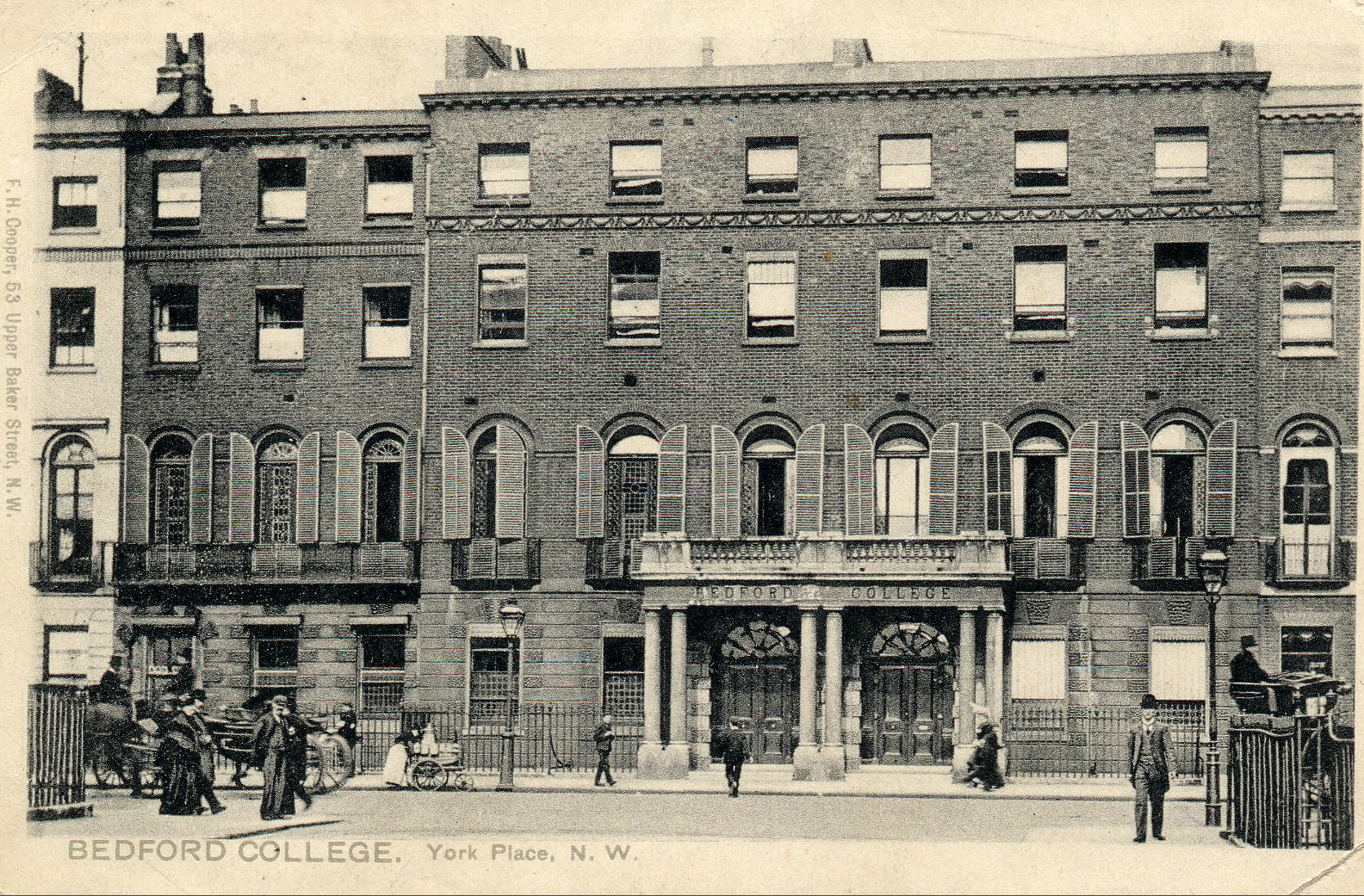
Bedford College à York Place

Il y a eu des décisions difficiles. Afin que le personnel puisse se concentrer sur la préparation de leurs étudiants aux examens d'entrée à l'université , elle, Jane Martineau et Eleanor Smith ont dû fermer l'école qui avait accompagné le collège. Ils craignaient tous les trois que le Bedford College School ne devienne anglican sous la direction de Francis Martin . L'école a continué sans le soutien des administrateurs car l'école Gower Street était dirigée, pour un temps, par Lucy Harrison en 1875 .
L'université de Cambridge a permis aux étudiants de Bedford de passer leurs examens d'entrée dans les années 1860 (bien qu'ils n'autorisent les femmes à obtenir des diplômes qu'après la Seconde Guerre mondiale). Reid fournissait beaucoup d'argent, mais Bostock payait certaines bourses et offrait des prix pour la réussite scolaire .
En 1874, le bail de Bedford Square a expiré et le collège déménage aux 8 et 9 York Place, près de Baker Street. Bostock est encore syndic, mais certains la considéraient comme directrice honoraire et, avec sa connaissance du bâtiment et de l'architecture, elle a organisé le déménagement du collège à York .
Bostock est décédée à Glamorgan en 1898. Elle a été désireuse de voir Bedford College dans le cadre de l'Université de Londres  et cela s'est réalisé en 1900 .